# Wilhelm Gehrlein
Wilhelm Gehrlein (* 2. Oktober 1920 in Sulzbach/Saar; † 25. August 1985) war ein deutscher Jurist und Richter. Er war von 1971 bis 1985 Präsident des Saarländischen Oberlandesgerichtes und von 1974 bis 1985 Präsident des Verfassungsgerichtshofes des Saarlandes.

## Familie
Wilhelm Gehrlein war der Sohn von Emma Gehrlein, geborene Spengler, und des Polizeiinspektors Wilhelm Gehrlein. Er war verheiratet mit Gisela Gehrlein, geborene Jochum. Aus der Ehe gingen die Kinder Astrid, Wilhelm, Martin und der 1957 geborene Jurist und Hochschullehrer Markus Gehrlein hervor.

## Werdegang

### Wehrdienst und Ausbildung
Nach Wehrdienst und Kriegsgefangenschaft von 1939 bis 1946 studierte Gehrlein Rechtswissenschaft an der Universität des Saarlandes in Saarbrücken. 1950 schloss er das Studium mit herausragenden Examensergebnissen ab.

### Juristischer Staatsdienst
Er war nach Abschluss des Studiums zunächst im Saarländischen Justizministerium tätig. Im April 1955 wurde er als Richter Landgerichtsrat. Nach vorübergehender Beschäftigung in der Staatskanzlei wurde er am 1. Januar 1959 zum Richter am Oberlandesgericht und im Jahre 1966 zum Landgerichtsdirektor ernannt.

### Verschiedene Präsidentenämter
Von 1967 bis 1971 war er Präsident des Landesarbeitsgerichts und des Landgerichtes Saarbrücken. Danach wurde er am 1. November 1971 Präsident des Saarländischen Oberlandesgerichtes. 
Kurz vor Erreichen der Altersgrenze starb er am 25. August 1985.

## Ämter und Funktionen
Darüber hinaus war Gehrlein Inhaber zahlreicher weiterer Ämter und Funktionen:
- Etwa 17 Jahre lang gehörte er dem Verfassungsgerichtshof des Saarlandes an, von 1971 bis 1974 als dessen Vizepräsident und sodann als dessen Präsident.
- Viele Jahre war er u. a. Präsident des saarländischen Landesverbandes des Deutschen Roten Kreuzes und Vorsitzender des Ärztegerichtshofs des Saarlandes.[3]
- 12 Jahre lang war er Mitglied des Programmbeirates des Saarländischen Rundfunks und zuletzt Vorsitzender der Versammlung der Landesanstalt für das Rundfunkwesen.

## Ehrungen
In Ansehung seines vorbildlichen Wirkens wurde er u. a. mit dem Großen Verdienstkreuz der Bundesrepublik Deutschland ausgezeichnet. 
Seine Heimatstadt Sulzbach/Saar benannte im Dezember 1985 den Alten Fischbacher Weg in „Wilhelm-Gehrlein-Straße“ um.